# Hannes Hempel
Hannes Hempel (Klagenfurt, 6 oktober 1973) is een voormalig Oostenrijks wielrenner. Hij was professional van 2000 tot en met 2004. Hempel was ook actief als mountainbiker en triatleet.

## Erelijst
1993
- Oostenrijks kampioen mountainbike

1994
- 8e etappe Österreich-Rundfahrt

1999
- Oostenrijks kampioen op de weg

2002
- 6e etappe Österreich-Rundfahrt

2003
- Völkermarkter Radsporttage

Hardter ·
Haselbacher ·
Hempel ·
van Kessel ·
Morini ·
Mühlbacher · 
Ordowski ·
Peschel ·
Pollack ·  
Rich · 
Ruškys ·
Sauerborn ·
Schmidt ·
Scholz ·
Steinhauser · 
Strauss ·
Totschnig ·
Weigold · 
Wrolich